# Erysiphe prunastri

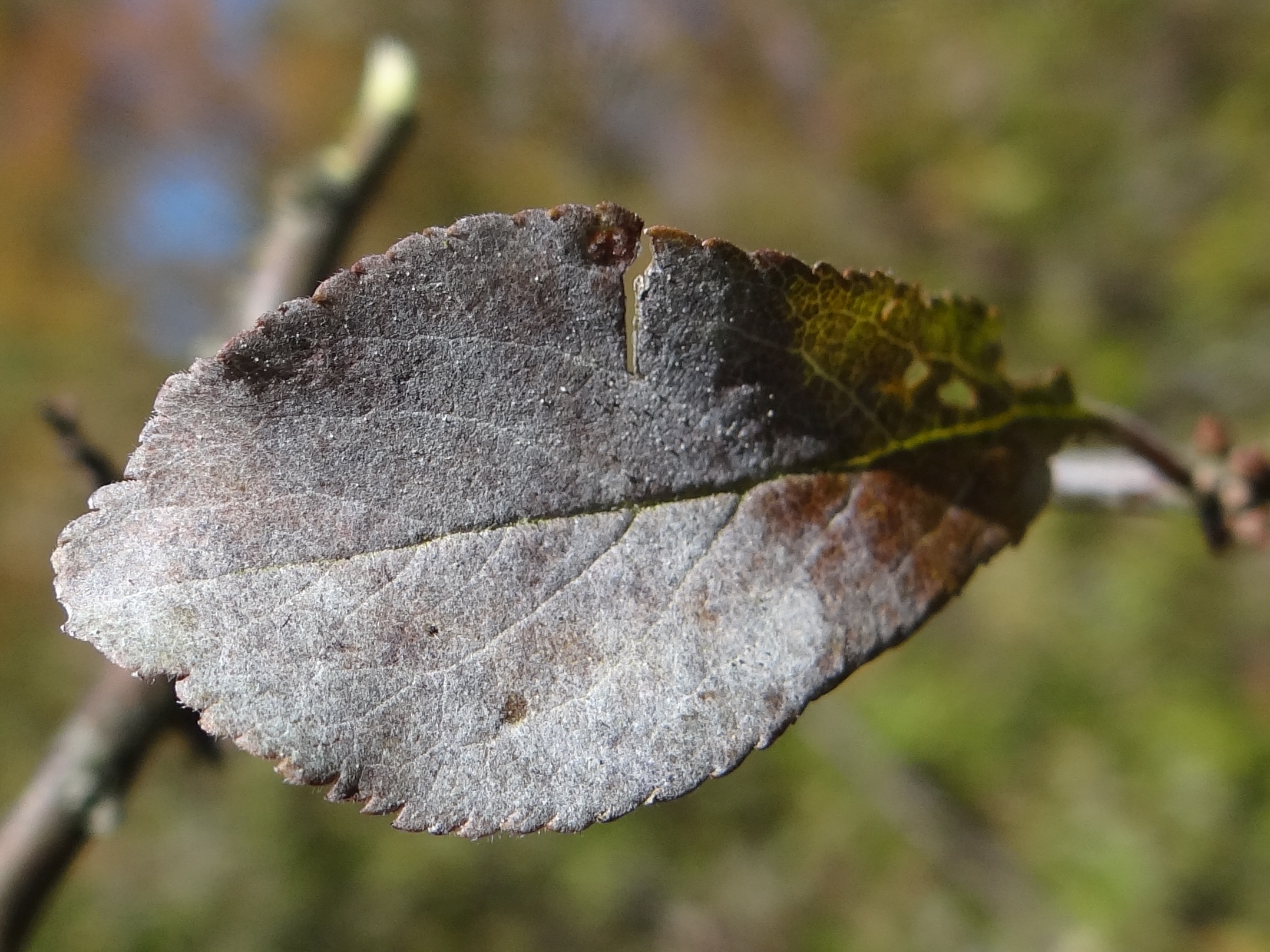
Grzybnia i klejstotecja na górnej powierzchni liścia śliwy tarniny

Erysiphe prunastri DC.  – gatunek  grzybów należący do rodziny mączniakowatych (Erysiphaceae). Pasożyt bezwzględny rozwijający się na roślinach należących do rodzaju śliwa (Prunus). Wywołuje u nich chorobę o nazwie mączniak prawdziwy.

## Systematyka i nazewnictwo
Pozycja w klasyfikacji według Index Fungorum: Erysiphe, Erysiphaceae, Erysiphales, Leotiomycetidae, Leotiomycetes, Pezizomycotina, Ascomycota, Fungi. 
Synonimy:
- Alphitomorpha adunca var. prunastri (DC.) Wallr. 1819
- Alphitomorpha prunastri (DC.) Wallr. 1819
- Uncinula prunastri (DC.) Sacc. 1882
- Uncinula prunastri (DC.) Sacc. 1882 var. prunastri
- Uncinuliella prunastri (DC.) V.P. Heluta 1989)

Lektotyp: na Prunus spinosa.

## Morfologia
Grzyb mikroskopijny. Biała lub białoszara grzybnia rozwija się na obu powierzchniach liści, ale głównie na górnej ich powierzchni. Do wnętrza tkanek zapuszcza tylko ssawki. Wygląda jak mączysty nalot i jest w zależności od stopnia rozwoju rozproszona, rzadka, lub gęsta i zwarta. Wytwarza rozproszone, lub zgrupowane, kuliste klejstotecja o średnicy (80–) 85–125 (–150) μm. Zbudowane są z nieregularnych, wielokątnych, ciemnych komórek o średnicy  około 8–20 μm średnicy. Przyczepki w liczbie 15–50, ale najczęściej 20–30, wyrastające głównie w równikowej części klejstotecjów. Są hialinowe, bez przegród, gładkie, o szerokości około 4–6,5 μm. Są nierozgałęzione, mają długość równą 1–2 średnic klejstotecjum i haczykowato zagięte końce. W każdym klejstotecjum znajduje się 5–18, najczęściej 10–15 siedzących lub na krótkich trzonkach worków o rozmiarach (40–) 45–60 (–70) × (20–) 25–35 (–40) μm. W każdym worku powstaje 4–8, przeważnie 5–7 elipsoidalnych askospor o rozmiarach 13–20 × 8–12 μm.

## Występowanie
Występuje w całej Europie i Azji (po Kazachstan, Kirgizję, Turkmenię i Armenię).
Opisano występowanie na następujących gatunkach: Prunus cerasifera, Prunus dasyphylla, Prunus domestica, Prunus insititia, Prunus japonica, Prunus mahaleb, Prunus padus, Prunus spinosa.